# Línguas afro-asiáticas
As línguas afro-asiáticas, ou camito-semíticas, por vezes também chamadas afrasiáticas, lisrâmicas ou eritreias, são uma família de línguas de cerca de 400 línguas. Há 495 milhões de falantes das diversas línguas afro-asiáticas, espalhados pelo extremo norte e leste da África, pela região do Sahel e em todo o sudoeste da Ásia. Dentre as línguas afro-asiáticas mais conhecidas estão o árabe, o hebraico e o hauçá.
Várias das línguas da antiguidade africana e do Oriente Médio pertencem à família afro-asiática, tais como a língua egípcia e o acádio, faladas no Antigo Egito e Babilônia, respectivamente. Os sistemas de escrita desenvolvidos para estas línguas estão entre os mais antigos da humanidade. O próprio alfabeto latino tem sua origem remota no abjad utilizado para escrever o fenício, língua afro-asiática do ramo semítico. O fato de as línguas afro-asiáticas serem escritas continuamente há tanto tempo confere-lhes um lugar especial nos estudos de linguística histórica, já que os registros escritos da família cobrem um período de mais de quatro mil anos.

## Classificação interna

Mapa mostrando a extensão máxima das línguas afro-asiáticas segundo Ehret

A família afro-asiática se subdivide nos seguintes ramos:
- Ramo berbere
  - cabila, tuaregue, tamazigue, etc.
- Ramo chádico
  - hauçá, daba, munjuque, etc.
- Ramo cuxítico
  - oromo, afar, somáli, etc.
- Ramo egípcio (extinto)
  - egípcio antigo e copta
- Ramo semítico
  - árabe, hebraico, fenício, amárico, etc.
- Ramo omótico
  - xeco, bambássi, ganza, etc.

O Glottolog não considera o ramo omótico como pertencente à família afro-asiática. Contudo, o beja é considerado afro-asiático pelo coletivo de linguistas, sendo geralmente classificada como parte do grupo cuxítico. A língua ongota é também considerada afro-asiática, mas sua classificação dentro da família ainda é indefinida em parte devido à falta de dados.

### Terra natal (urheimat) dos falantes do proto-afro-asiático
Há controvérsia sobre onde se falava a língua que deu origem aos idiomas afro-asiáticos (chamada proto-afro-asiático pelos especialistas). Pesquisadores como Igor Diakonoff e Lionel Bender sugerem a África, sobretudo a Etiópia, devido à grande diversidade de suas línguas afro-asiáticas. Também se sugeriu a costa ocidental do Mar Vermelho ou a região do Saara, propostas defendidas por Christopher Ehret. Por outro lado, Alexander Militarev sugere o Levante.
As línguas semitícas formam o único ramo do afro-asiático presente majoritariamente fora da África. Entretanto, há indícios que ao menos alguns falantes de línguas semíticas tenham feito o caminho inverso, do sul da Península Arábica para a Etiópia, fato que explica que algumas línguas atualmente faladas no país, como o amárico e o tigré, sejam semíticas, não cuxíticas ou omóticas. Em contrapartida, alguns especialistas como Murtonen (1967) sugerem que o semítico tenha se originado na Etiópia e de lá migrado para a Arábia.

## Distribuição e status nos dias atuais

### Línguas oficiais
Apenas uma minoria das línguas afro-asiáticas possui caráter de idioma oficial nos países onde são faladas. Do ramo berbere, apenas o tamazigue tem status oficial, desde 2011, no Marrocos, e de 2016, na Argélia. O ramo chádico, que conta com 200 línguas, tem apenas o hauçá como representante com status de língua oficial, na Nigéria. Do ramo cuxítico, o somáli é idioma oficial na Somália e no Djibuti, ao passo que o oromo é uma das três línguas oficiais da Etiópia. Nenhuma língua do ramo egípcio é falada nos dias atuais como língua materna, apesar de o copta ser a língua litúrgica da Igreja Ortodoxa Copta egípcia, o que lhe garante prestígio linguístico.

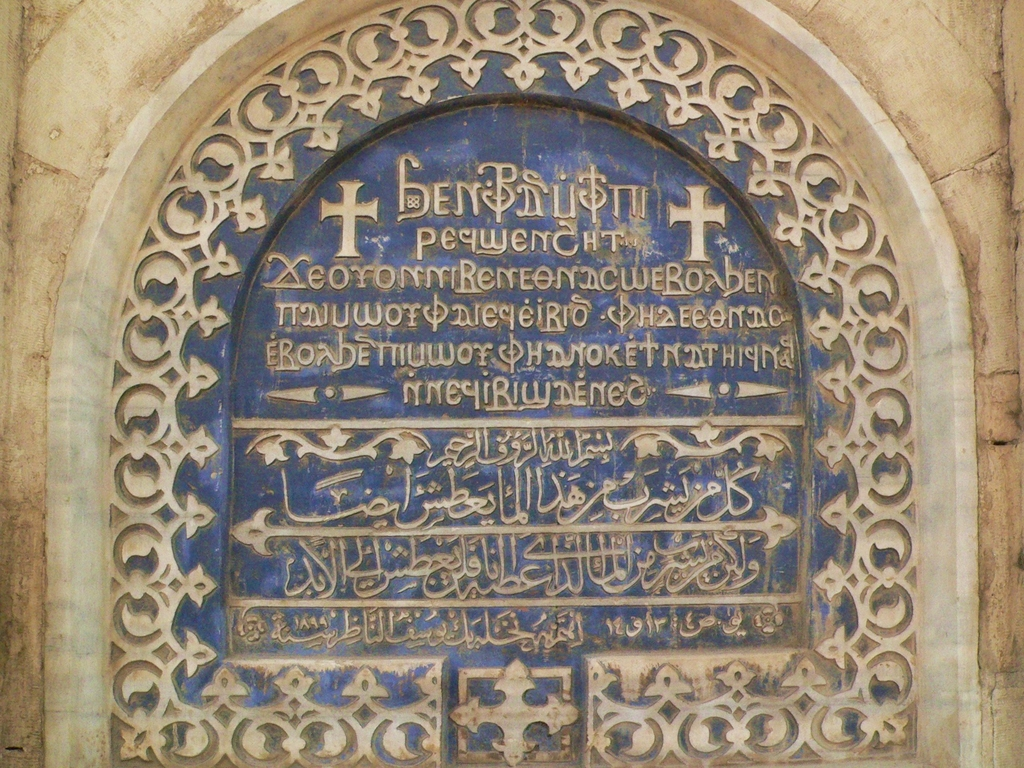
Inscrição bilíngue em copta e árabe numa igreja ortodoxa em Cairo

O ramo semítico possui o maior número de línguas oficiais em diversos países. Além do árabe clássico, idioma oficial da maior parte dos países muçulmanos, o hebraico é oficial em Israel, o amárico e o tigrínio na Etiópia e o maltês em Malta. O maltês é a única língua afro-asiática nativa à Europa.

### Caráter semioficial ou língua nacional
O tigré (semítico) é  considerado língua de trabalho regional na Etiópia. O afar (cuxítico) é língua nacional no Djibuti, ao passo que o tamazigue e o tuaregue (ambas berberes) são línguas nacionais no Mali e no Níger, no qual o hauçá (chádico) também é língua nacional. Em Camarões, além do hauçá, há 57 línguas chádicas de caráter nacional.

### Línguas litúrgicas
As línguas afro-asiáticas têm grande importância cultural dentre as religiões abraâmicas . Além do uso do copta na Igreja Ortodoxa Egípcia, a língua árabe é a língua utilizada em rituais e liturgias de comunidades religiosas muçulmanas. O hebraico é utilizado pelas congregações judaicas ao redor do mundo, e influenciou o cristianismo por meio de conceitos referentes ao judaísmo no Antigo Testamento.  A língua etíope (também chamada ge'ez ou gueês) é a língua litúrgica da Igreja Ortodoxa Etíope. A Igreja Ortodoxa Síria utiliza o siríaco, língua derivada do aramaico, em sua liturgia.

## Tipologia e características comuns

### Fonologia
O sistema vocálico reconstruído para o proto-afro-asiático é relativamente simples, sendo composto de três vogais curtas /i a u/ e três longas vogais /iː aː uː/. Segundo Ehret (1996), há línguas tonais nos ramos omótico, chádico, e cuxítico meridional e oriental. Os ramos semita, berbere e egíptico não são tonais. A reconstrução do sistema consonantal apresenta mais incertezas. Não há acordo dentre os linguistas especialistas no afro-asiática sobre o número exato de fonemas consonantais ou tampouco sobre inventário. A reconstrução de Ehret (1995) inclui 42 consoantes, ao passo que Orel e Stolbova (1995) propõem 33 consoantes. A tabela a seguir apresenta O inventário combinado de ambas as reconstruções; fonemas entre () são reconstruídos apenas por Ehret, ao passo que consonantes entre <> correspondem à reconstrução de Orel e Stolbova:
|            | Labial | Lateral | Alveolar | Palatal | Velar | Labiovelar | Uvular | Faringal | Glotal |
| ---------- | ------ | ------- | -------- | ------- | ----- | ---------- | ------ | -------- | ------ |
| Oclusivas  | (*pʼ)  |         | *tʼ      |         | <*kʼ> | (*kʼʷ)     | <*qʼ>  |          |        |
| Oclusivas  | <*p>   |         | *t       |         | <*k>  | (*kʷ)      | <*q>   |          | *ʔ     |
| Oclusivas  | *b     |         | *d       |         | <*g>  | (*gʷ)      |        |          |        |
| Africadas  |        | *tɬ͡     | <*ʦʼ>    | *ʧʼ     |       |            |        |          |        |
| Africadas  |        | <*tɬ͡>   | <*ʦ>     | *ʧ      |       |            |        |          |        |
| Africadas  |        | (*dɮ͡)   | *ʣ       |         |       |            |        |          |        |
| Fricativas |        |         | (*sʼ)    |         |       |            |        |          |        |
| Fricativas | (*f)   | *ɬ      | *s       | (*ʃ)    | *x    | (*xʷ)      |        | *ħ       | *h     |
| Fricativas |        |         | (*z)     |         | (*ɣ)  | (*ɣʷ)      |        | *ʕ       |        |
| Soantes    | *m     |         | *n       | (*ɲ)    | (*ŋ)  | (*ŋʷ)      |        |          |        |
| Soantes    |        | *l      | *r       | *j      |       | *w         | <*ʀ>   |          |        |

A maioria das línguas afro-asiáticas apresenta uma série de consoantes ditas enfáticas, que são geralmente glotais, faringais ou oclusivas.

### Morfossintaxe
Alguns traços compartilhados por diferentes idiomas afro-asiáticos incluem:
- Dois gêneros no singular, sendo o feminino indexado com o fonema / t /
- Três casos gramaticais indexados morfologicamente (nominativo, absolutivo/acusativo e genitivo) nos substantivos
- Ordem básica dos constituintes do tipo VSO ("Toma a mulher o caldo"), com tendências em relação à ordem SVO ("A mulher toma o caldo")
- Presença de prefixos e sufixos nos verbos
- Morfologia templática triconsonantal, na qual derivação e flexão se dão por mudanças internas nas palavras
  - Plural por flexão interna ou descontínuo, no qual o plural de substantivos e adjetivos se dá por mudanças no interior da palavra, podendo haver rearranjo concomitante das consoantes. Em várias línguas afro-asiáticas, algumas palavras podem também apresentar sufixos concomitantes às mudanças internas, ou apenas o sufixo.

| Ramo     | Língua         | Singular | Plural   | Trad.                         |
| -------- | -------------- | -------- | -------- | ----------------------------- |
| Egíptico | Copta          | bazak    | bazíkwu  | servo - servos                |
| Egíptico | Copta          | mādaw    | madíwwu  | palavra - palavras            |
| Semítico | Árabe          | sabīl    | subul    | caminho - caminhos            |
| Semítico | Árabe          | funduq   | fanādiq  | hotel - hotéis                |
| Semítico | Etíope (gueês) | kokäb    | kwakəbt  | estrela - estrelas            |
| Semítico | Etíope (gueês) | hagar    | ahgur    | região - regiões              |
| Chádico  | Hauçá          | káskóo   | kásàaké  | vasilha - vasilhas            |
| Chádico  | Hauçá          | sírdìi   | síràadàa | sela - selas                  |
| Cuxítico | Somáli         | édeg     | edgó     | teta de vaca - tetas de vaca  |
| Cuxítico | Somáli         | máraq    | marqó    | curral ovino - currais ovinos |

#### Conjugação verbal
Nos sistemas verbais dos ramos semítico, berbere e cuxita (incluindo o beja) a indexação de pessoa do discurso é feita por prefixos, sendo que as formas plurais contêm também um sufixo. Em hauçá, os pronomes pessoais são conjugados.
| GLOSSA   | GLOSSA     | Árabe (semítico) | Cabila (berbere) | Copta (egíptico) | Saho (cuxítico) | Beja (cuxítico) | Hauçá (chádico) | Som comum    |
| Verbo    | Verbo      | morrer           | morrer           | morrer           | matar           | chegar          | sentar          | Som comum    |
| -------- | ---------- | ---------------- | ---------------- | ---------------- | --------------- | --------------- | --------------- | ------------ |
| Singular | eu         | ʔa-muutu         | m-muteɣ          | ti-mou           | a-gdifé         | a-ktim          | náa záunàa      | -            |
| Singular | tu (fem.)  | ta-muutu-na      | tetta-mted       | te-mou           | ta-gdifé        | ta-ktimíi       | kín záunàa      | *ta- ou *te- |
| Singular | tu (masc.) | ta-muutu         | te-mmuteḍ        | k-mou            | ta-gdifé        | ti-ktima        | káa záunàa      | *t- ou *k-   |
| Singular | ela        | ta-muutu         | te-mmut          | f-mou            | ya-gdifé        | ti-ktim         | táa záunàa      | *t-          |
| Singular | ele        | ya-muutu         | ye-mmut          | s-mou            | ya-gdifé        | i-ktim          | yáa záunàa      | *j-          |
| Plural   | nós        | na-muutu         | ne-mmut          | tən-mou          | na-gdifé        | ni-ktim         | mún záunàa      | *n-          |
| Plural   | vós        | ta-muutuu-na     | te-mmut-em       | te-tənmou        | ta-gdif-ín      | ti-ktim-na      | kún záunàa      | *t- e/ou *-n |
| Plural   | eles       | ya-muutuu-na     | mmut-en          | se-mou           | ya-gdif-ín      | ik-tim-na       | sún záunàa      | *j- e/ou *-n |

Apesar da diferença marcada entre o hauçá e as demais línguas na conjugação verbal, percebe-seos pronomes divergentes (kín/káa para segunda pessoa) na verdade são consistentes com a série de pronomes pessoais sufixados (ver abaixo).

#### Pronomes pessoais sufixados
Os sufixos que indicam pessoa (pronomes pessoais e possessivos) apresentam formas similares nos ramos semítico, bérbere, cuxítico (incluindo no beja) e chádico. Quando afixados a substantivos, tais prefixos indicam posse (*dîm-ki 'sangue dela', *dîm-ʔina 'nosso sangue'), ao passo que em verbos tais sufixos indicam o objeto direto. As formas reconstruídas para os diferentes ramos são:
| Ramo     | Singular         | Singular | Singular | Singular          | Singular | Plural              | Plural   | Plural   | Plural                | Plural                |
| Ramo     | 1ª               | 2ª m.    | 2ª f.    | 3ª m.             | 3ª f.    | 1ª                  | 2ª m.    | 2ª f.    | 3ªm.                  | 3ªf.                  |
| -------- | ---------------- | -------- | -------- | ----------------- | -------- | ------------------- | -------- | -------- | --------------------- | --------------------- |
| Egíptico | *-ay             | *-ku     | *-ki     | *-su              | *-si     | *-ina               | *-kina   | *-kina   | *-sina                | *-sina                |
| Semítico | *-ī, *-yaʔ, *-ni | *-ka     | *-ki     | *-šu              | *-ši     | *-na, *-nu, *-ni    | *-kumu   | *-kina   | *-šumu                | *-šina                |
| Berbere  | -i, -i-n         | -k       | -(k)m    | -s                | -s       | -nγ                 | -un      | -unt     | *-sn                  | *-snt                 |
| Cuxítico | *-yi, *-yu, *-ya | *-ku     | *-ki     | *(ʔi)-su *(ʔi)-sa | *(ʔi)-st | *(ʔi)-na *-nu, *-ni | *-kun(V) | *-kin(V) | *(ʔi)-sunV *(ʔi)-sinV | *(ʔi)-sunV *(ʔi)-sinV |
| Chádico  | wa, ni           | -ka      | -kim     | ši                | ta       | -na                 | kun      | kun      | sun                   | sun                   |
| Omótico  | yi-n             |          |          | iz-n              | iž-n     | -in                 |          |          | iš-n                  | iš-n                  |
| PROTO-AA | *i / *yi         | *ku, *ka | *ki      | *si               | *isi     | *ʔina               | *kūna    | *kūna    | *su, (*suna)          | *su, (*suna)          |

#### Casos gramaticais
O afro-asiático possuía um sistema de casos nominais, no qual o sufixo indexava o papel semântico do substantivo, por exemplo o iniciador da ação (nominativo) ou o paciente da ação ( acusativo). Os dados abaixo do berbere provêm do shilha, ao passo que o ramo chádico é representado pelo hauçá.
| Caso       | Sufixo | Reflexos específicos em cada ramo | Reflexos específicos em cada ramo | Reflexos específicos em cada ramo | Reflexos específicos em cada ramo | Reflexos específicos em cada ramo |
| Caso       | Sufixo | Semítico                          | Cuxítico                          | Berbere                           | Egíptico                          | Omótico                           |
| ---------- | ------ | --------------------------------- | --------------------------------- | --------------------------------- | --------------------------------- | --------------------------------- |
| Nominativo | *-u    | *-u                               | *-i / *-u                         | *wā-                              | -w                                | *-u                               |
| Absolutivo | *-a    | *-a (Acusativo)                   | *-a                               | *ā-                               | *-a                               |                                   |
| Genitivo   | *-i    | *-i                               | *-i                               |                                   | *-i                               | *-i                               |

## Cognatos e léxico comparado
Dentre as palavras cognatas encontradas em vários ramos citam-se:
- b-n- "construir" (Ehret: *bĭn), atestada nos ramos chádico, semítico (*bny), cuxita (*mĭn/*măn "casa") e omótico (dime bin- "construir, criar");Hieróglifos em egípcio antigo (ramo egípcio)

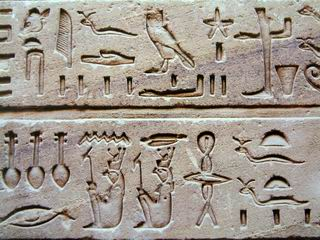
Hieróglifos em egípcio antigo (ramo egípcio)

- m-t "morrer" (Ehret: *maaw), atestada no chádico (p.ej., hauçá mutu), egíptico (mwt, mt, copta mu), berbere(mmet, pr. yemmut), semítico (*mwt), e cuxita (proto-somáli *umaaw/*-am-w(t)- "morrer")
- s-n "saber", atestada nos ramos chádico, berbere, e egíptico
- l-s "língua" (Ehret: *lis' "chupar"), atestada no semítico (*lasaan/lisaan), egíptico(ns, copta las), berbere (iles), chádico (hauçá harshe), e possivelmente no omótico (Dime: lits'- "lamber");
- s-m "nome" (Ehret: *sŭm / *sĭm), atestada no semítico (*sm), berbere (isem), chádico (hauçá suna), cuxita e omótico (as formas berbere isem e omótica sunts se atribuem por vezes a  empréstimos do semítico); o egípcio smi "informar, anunciar" talvez seja cognato.
- d-m "sangue" (Ehret: *dîm / *dâm), atestada em berbere (idammen), semítico (*dam), chádico, e possivelmente no omótico. O cuxita *dîm/*dâm, "vermelho", pode ser um cognato.Silabário acádio (ramo semítico)

Silabário acádio (ramo semítico)

### Numerais
Os numerais reconstruídos para os diferentes ramos são os seguintes:
| GLOSA | PROTO- BERBERE           | PROTO- SEMÍTICO          | PROTO- EGÍPTICO | PROTO- CUXITA ORIENTAL | PROTO- OMÓTICO  | Chádico | Chádico     | Chádico        |
| GLOSA | PROTO- BERBERE           | PROTO- SEMÍTICO          | PROTO- EGÍPTICO | PROTO- CUXITA ORIENTAL | PROTO- OMÓTICO  | Hauçá   | PROTO- MASA | PROTO- CHÁDICO |
| ----- | ------------------------ | ------------------------ | --------------- | ---------------------- | --------------- | ------- | ----------- | -------------- |
| 1     | *ywan                    | *ħad                     | *wúʔuw          |                        | *istta / *isko- |         | *ɗaw        |                |
| 2     | *sin (mas.) *snat (fem.) | *θin (mas.) *θnat (fem.) | *sinúway        | *lam-                  | *lam-           | čan-    | *mbàʔ *hʷoɓ | *mbal- *sura   |
| 3     | *krad                    | *śalāθ-                  | *sase           | *sidda-~ *saddi-       | *kaizo          |         | *ɦindi      | *kur̃           |
| 4     | *ak-kuzˁ                 | *ʔarbaʕ                  | *yifd           | *sʷora                 | *ʔoiddo         | fuɗu    | *fiɗi       | *fəɗu          |
| 5     | *semmus                  | *xamis-                  | *dīway          | *kən-                  | *utʦʼa          |         | *vatɬ       | *baːɗi         |
| 6     | *sudˤis                  | *šdiθ-                   | *says           | *leħ-                  |                 |         | *kargi-     | *5+1           |
| 7     | *(i-)sa                  | *šabʕa                   |                 |                        |                 |         | *sidiya-    | *5+2           |
| 8     | *(i-)tam-                | *θamāniy-                |                 | *siddeta               |                 |         |             | *taɣwas-       |
| 9     | *tuzˤa                   | *tišʕ-                   | *pisīdʲ-        |                        |                 |         |             |                |
| 10    | *maraw                   | *ʕaśr                    | *mūdʲw          | *tanɓa                 | *taɓi           |         |             | *gwam- *dok    |